# Roy Khan
‎
Roy Sætre Khantatat (12 de março de 1970, Elverum) é um cantor norueguês. Mais conhecido como Roy Khan, ou simplesmente Khan, é o ex-vocalista da banda de symphonic metal estadunidense Kamelot. Antes de entrar para o reino dos vocalistas de rock, Khan estudou para ser um cantor de ópera na Noruega, por três anos. Antes de Khan entrar no Kamelot em 1997, pertencia a uma banda de metal progressivo chamada Conception. Assumindo o posto após Mark Vanderbilt sair da banda em 1998. Ele co-escreveu muitas músicas com o guitarrista e fundador da banda, Thomas Youngblood. Em 2005, Khan se reuniu com sua antiga banda, Conception, e tocou no festival  na Sexta-feira, 16 de setembro e "Norwegian Scream Magazine's 15 Years & 100 Issues Festival" no sábado, primeiro de outubro. 
Khan é considerado pela crítica mundial e pela Academia de Música da Noruega , como uma das mais belas vozes do planeta onde, de forma assustadora transita entre os graves e agudos de forma magistral e dinâmica e dono de uma interpretação profundamente particular.
Em 21 abril de 2011 foi anunciada sua saída do Kamelot. O motivo seria o desgaste das cordas vocais de Khan. Em 2014 algumas fontes e fotos comprovaram sua conversão ao cristianismo e também se tornado cantor gospel.
Em abril de 2018, Roy Khan posta em seu próprio canal no Youtube, seu primeiro trabalho solo no mundo da música,  que apesar parecer incerta sua carreira, a música "For All" atraiu fãs de outros gostos musicais. E em abril de do mesmo ano, começaram a circular rumores de que Roy Khan estava se reunindo com os membros de sua antiga banda, Conception. Algumas semanas depois, a banda confirmou oficialmente sua reunião através de sua página oficial no Facebook, e anunciou a gravação de um novo EP intitulado My Dark Symphony, que foi lançado em 23 de novembro de 2018. A reunião incluiu o alinhamento clássico de quatro peças, com Heimdal e Khan saindo da aposentadoria.
Em 3 de Abril,  foi lançado o novo álbum da banda Conception, State Of Deception, o primeiro trabalho completo de estúdio da banda em mais de duas décadas, com Roy Khan nos vocais.
Nesse meio tempo, Khan deu algumas entrevistas em canais europeus onde pode soltar algumas infomações sobre sua pausa e sua volta para o mundo musical.
Em Janeiro, com a ajuda do Canal Heavy Talk do Youtube, Roy Khan voltou ao Brasil depois de quase 20 anos, a convite de Edu Falaschi, cantando juntos Heroes Of Sand de Angra/Edu Falaschi, que foi considerada pelos fãs, como uma das mais belas versões da música, cantou solo também uma música de Conception - "Cry", e finalizou com chave de ouro cantando Center of the Universe de Kamelot.
Após seu retorno, com inúmeras participações em músicas, gravou junto com Fabio Lione (ex-Rhapsody e atual vocalista do Angra) a faixa "I Wish" da ATHENA XIX (2024). Logo depois, surpreendeu os fãs brasileiros com um dos melhores feats de sua carreira nos últimos anos: a música "Lunar Vortex", do Maestrick. Em fevereiro de 2025, participou ainda de duas colaborações de peso: "Everybody's Here Until the End" com o Avantasia e "Rescue Me" com o Destroyer of Death.
Demonstrando sua energia de palco e celebrando essa nova fase para alívio dos fãs, realizou um show  cover com Orquestra em Oslo, apresentando dois clássicos do Kamelot — as icônicas "Forever" e "Moonlight" — além de covers de A-ha e Bon Jovi, aumentando ainda mais a expectativa dos admiradores.
Com o apoio de Edu Falaschi, seu retorno ao Brasil já está confirmado para 2025, em um show único e especial, celebrando os 20 anos de um dos álbuns mais emblemáticos do Kamelot: The Black Halo.

## Discografia

### Com a bandaConception

#### Álbuns
- The Last Sunset (1991)
- Parallel Minds (1993)
- In Your Multitude (1995)
- Flow (1997)
- State Of Deception (2020)

#### EPs
- Conception - Guilt/Sundance (1995)
- Roy Khan - For All (2018)

### Com a bandaKamelot

#### Álbuns
- Siége Perilous (1998)
- The Fourth Legacy (1999)
- Karma (2001)
- Epica (2003)
- The Black Halo (2005)
- Ghost Opera (2007)
- Poetry for the Poisoned (2010)

#### Álbuns ao vivo
- The Expedition (2000)
- One Cold Winter's Night (2006)
- Ghost Opera: The Second Coming (2008)

#### DVDs ao vivo
- One Cold Winter's Night (2006)

### Participações especiais
- Victory - The Voiceprint'' Japanese Edition (1996) em "On The Loose"
- Crest of Darkness - The Ogress (1999) em "Reference" e "Sweet Scent Of Death"
- Epica - Consign to Oblivion (2005) em "Trois Vierges"
- Avantasia - The Scarecrow (2008) em "Twisted Mind"
- World Of Damage -  Invoke Determination (2021) em "Breathe (Little Angel)"
- Seven Spires - Gods of Debauchery (2021) em "This God Is Dead"
- Star One - Revel In Time (2021) em "Lost Children"
- Entering Polaris - Atlantean Shores (2023) em "Do Raindrops Aspire To Be Oceans?"
- Serenity - Nemesis A.D. (2023) em "The Fall of Man"
- ATHENA XIX - I Wish (2024)
- Maestrick - Lunar Vortex (2025)
- Avantasia - Everybody's Here Until the End (27 Fev. 2025)
- Destroyer of Death - Rescue Me (27 Fev. 2025)

### Participações nos últimos Shows
- Seven Spires - This god is Dead - Center Stage Theater - Atlanta, GA - 2 de Junho de 2022
- Edu Falaschi - Heroes Of Sand - Tokio Marine Hall - São Paulo - Brasil - 27 de Janeiro de 2024

### Carreira Solo
Sua carreira solo iniciou no Brasil com o show em São Paulo em 05 de julho de 2025, com o apoio da Banda Maestrick, veio comemorar de 20 anos do álbum The Black Halo, Roy Khan trouxe sua experiência de volta aos palcos, com sua marca registrada e sua nova Logo, dando mais ênfase do que vêm pela frente.